# ヘルベルト・フリードリヒ
ヘルベルト・フリードリヒ（Herbert Friedrich、1926年8月7日 - ）はドレスデン出身のドイツの作家である。

## 生涯
児童文学作家、放送劇作家、短編小説家として東ドイツで有名になった。
石綿職工の息子だった彼はドレスデンの小学校に通った後、1941年から1944年までフランケンベルクの教員養成学校に通った。1944年から国防軍の兵士となり、1945年から1949年まではソ連の戦争捕虜となった。1950年に彼はまず、臨時労働者となり、それからローメン／ピルナとドレスデンで教師になった。1957年に国家試験を受け、1958年から1961年まで、ライプツィヒにあるヨハネス・Ｒ・ベッヒャー文学研究所で学んだ。1961年以降は、ドレスデンで文筆業を本業として働いている。1966年にはドレスデン市からマルティン・アンデルセン＝ネクセ芸術賞(Martin-Andersen-Nexö-Kunstpreis)を授与された。

## 主な著作
- Katharinchen (1961年)
- Wassermärchen (1962年)
- Der Flüchtling (1958年)
- Die Fahrt nach Dobrina (1961年)
- Assad und die brennenden Steine (1961年)
- Die Geschichte von Pauls tapferer Kutsche (1962年)
- Die Reise nach dem Rosenstern (1963年)
- Hugos Wostok (1964年)
- Der große und der kleine Olaf (1965年)
- Radsaison (1966年)
- Rentiere in Not (1966年)
- 7 Jahre eines Rennfahrers (1971年) (Jugendbuch über das Leben des von der Gestapo ermordeten Radrennfahrers Albert Richter)
- Dorado oder unbekanntes Südland (1974年)
- Tandem mit Kettmann (1976年)
- Im Eis (1976年)
- In des Teufels Küche und andere Erzählungen (1978年)
- Der Vogel Eeme (1982年)
- Krawitter, Krawatter, das Stinchen, das Minchen und nun noch Berlin (1983年)